# Gunnar Sköld
Alf Gunnar Sköld (* 24. September 1894 in Västerås; † 24. Juni 1971 ebenda) war ein schwedischer Radrennfahrer. 1921 wurde er erster Amateur-Weltmeister im Straßenrennen.

## Sportliche Laufbahn
Im Alter von 16 Jahren begann Gunnar Sköld, von Beruf Schreiner im väterlichen Betrieb, in seiner Heimatstadt Radrennen zu fahren. Sein Spitzname war „Snickarn“. 1914 wurde er Vierter beim damals wichtigsten schwedischen Radrennen Rund um Mälaren, drei Jahre später Zweiter, hörte aber 1918 mit dem Rennsport auf, als er heiratete. Im Herbst 1920 wurde er von seinen Mannschaftskameraden zur Rückkehr in den Radsport überredet und wurde nationaler Meister über 10 wie über die 100 Kilometer. Mit diesen Erfolgen qualifizierte er sich für die ersten UCI-Straßen-Weltmeisterschaften 1921 der Amateure, nachdem sich der Favorit und Olympiasieger von 1920, Harry Stenqvist, verletzt hatte.
1921 wurde Sköld in Kopenhagen erster Amateur-Weltmeister, obwohl er durch einen Baum, der wegen Bauarbeiten auf der Straße lag, behindert und einen großen Hund erschreckt wurde. Nach seinem Sieg wurde er auf dem Dach einer Droschke in das Zentrum der Hauptstadt gefahren und zu den Redaktionsräumen der Berlingske Tidene gebracht, wo er auf dem dortigen Balkon einen Kuss von der populären schwedischen Schauspielerin Karin Molander erhielt. Als er in Västerås ankam, wurde er auf einem goldenen Stuhl vom Bahnhof durch den Vasaparken gebracht. Im selben Jahr wurde er skandinavischer Meister im Einzelzeitfahren, 1923 erneut in der Mannschaftswertung, und im Einzelzeitfahren belegte er Platz zwei. Im selben Jahr gewann er das Eintagesrennen von Vastgötaborg, in dem der Kölner Peter Rösen Dritter wurde. 1924 und 1925 gewann er Rund um Mälaren und belegte 1921 und 1923 jeweils Platz drei.
1924 startete Sköld bei den Olympischen Spielen in Paris. In der Mannschaftswertung des Straßenrennens errang er mit Erik Bohlin, Ragnar Malm und Erik Bjurberg die Bronzemedaille, und in der Einzelwertung belegte er Platz vier.  Das Sveriges Olympiska Kommitté beschreibt ihn auf seiner Webseite als „groß, stark und charismatisch“.
Gunnar Sköld blieb bis in die 1930er Jahre hinein als Radsportler aktiv, auf nationaler Ebene gewann er insgesamt drei Meistertitel. Während seiner Karriere fuhr er für verschiedene Vereine, darunter IK Aros, IFK Västerås und Uppsala CK. Später wurde er Schatzmeister und Vizepräsident des Uppsala CK. Nach dem Ende seiner Karriere wohnte er einige Zeit in Uppsala, bis er in seine Heimatstadt zurückging und dort ein Sportgeschäft eröffnete.